# ماذا تسمي هذه العلاقة
ماذا تسمي هذه العلاقة (بالهندية: ये रिश्ता क्या कहलाता है) هو مسلسل تم إنتاجه في الهند. بدأ عرضه في سنة 2009. بلغ عدد مواسم المسلسل 62 موسما، بلغ عدد حلقاته 2465 حلقة، وتبلغ مدة الحلقة الواحدة 22 دقيقة. تم بث المسلسل لأول مرة بتاريخ 12 يناير 2009. من بطولة شيفانجي جوشي، محسن خان وريشي ديف. المسلسل هو صاحب أعلى عدد من الحلقات على التلفزيون الهندي.

## روابط خارجية
- ماذا تسمي هذه العلاقة على موقع IMDb (الإنجليزية)
- ماذا تسمي هذه العلاقة على موقع قاعدة بيانات الأفلام العربية
- ماذا تسمي هذه العلاقة على موقع كينوبويسك (الروسية)
- ماذا تسمي هذه العلاقة على موقع قاعدة بيانات الفيلم (الإنجليزية)